# Ромува

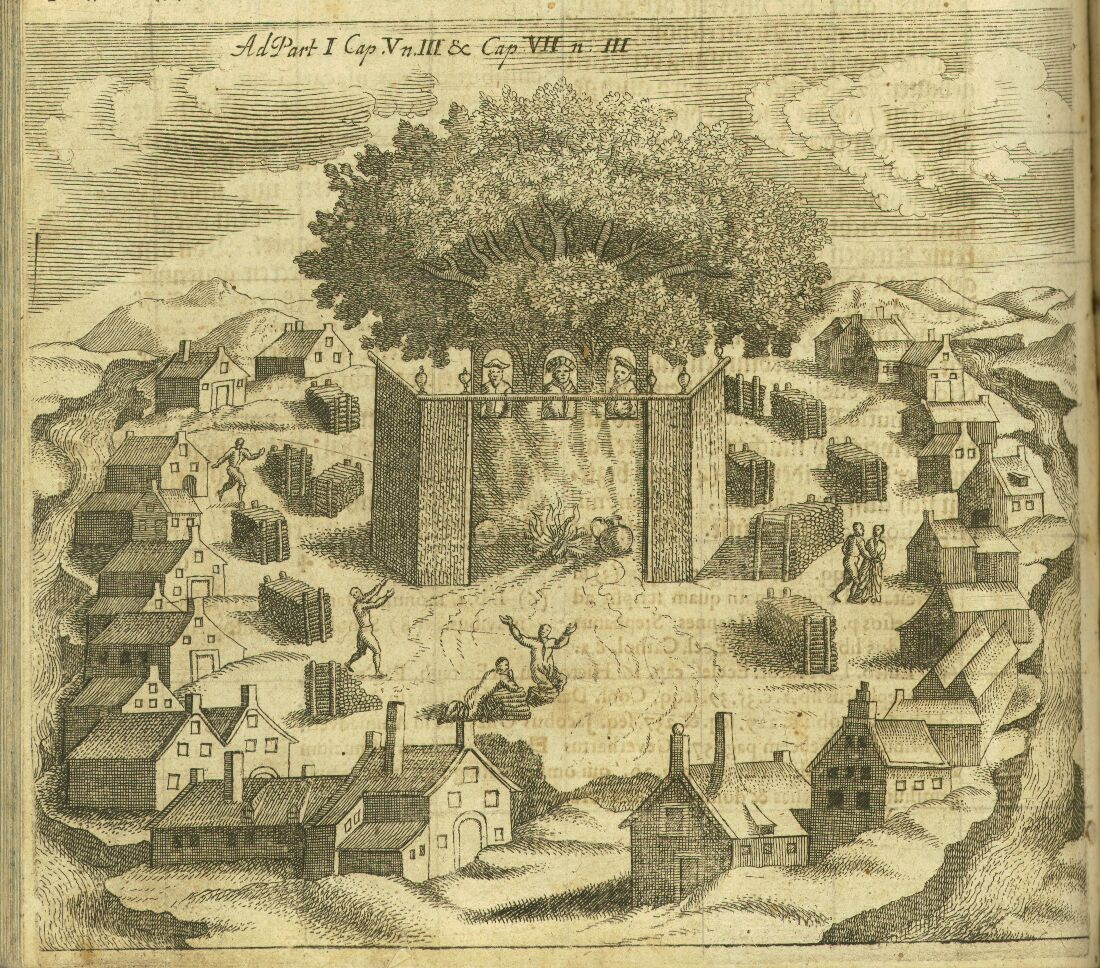
Святилище пруссів

Ро́мува або Ро́мове (Romovė, Romow) — одне з головних язичницьких святилищ у середньовічних пруссів. Знаходилося в провінції Надрува (німецький Groß Wahldeck, сучасне російське Осокіно), поблизу поселення Бочаги (раніше — Шлоссберг).

## Назва
В джерелах XIV ст. Ромува відома як Romehnen, Romayn, в XV ст. зустрічається назва Rickoyot.
Назва Ромува або схожі з ним топоніми розповсюджені на території проживання балтських племен. Існує ліс Ромува і місто Ромейней, де в більш ранній період могло існувати святилище. Ромове називалося литовське святилище Перкунаса у Вільнюсі.
Етимологічно Ромува походить від балтійського кореня *rom, *ram, що означає «тихий, спокійний».
Інша назва — Рікойото (Rikojotas, нім. Rickoyto, Rickoyotto, Rikaioth). Це слово близьке старо-прусському слову rikis — «король».
В 1929 р. Домас Шідлаускас створив нове святилище Ромува на північному заході Литви.
Сьогодні словом «Ромува» називається литовська неоязичницька організація.

## Легенда про заснування
Згідно записів С. Грюнау, прусські герої Бруте́ніс і Вайдевýт створили Ромуву в 523 р. Вони принесли себе в жертву богам, кинувшись у вогонь перед дубом святилища.

## Опис святилища

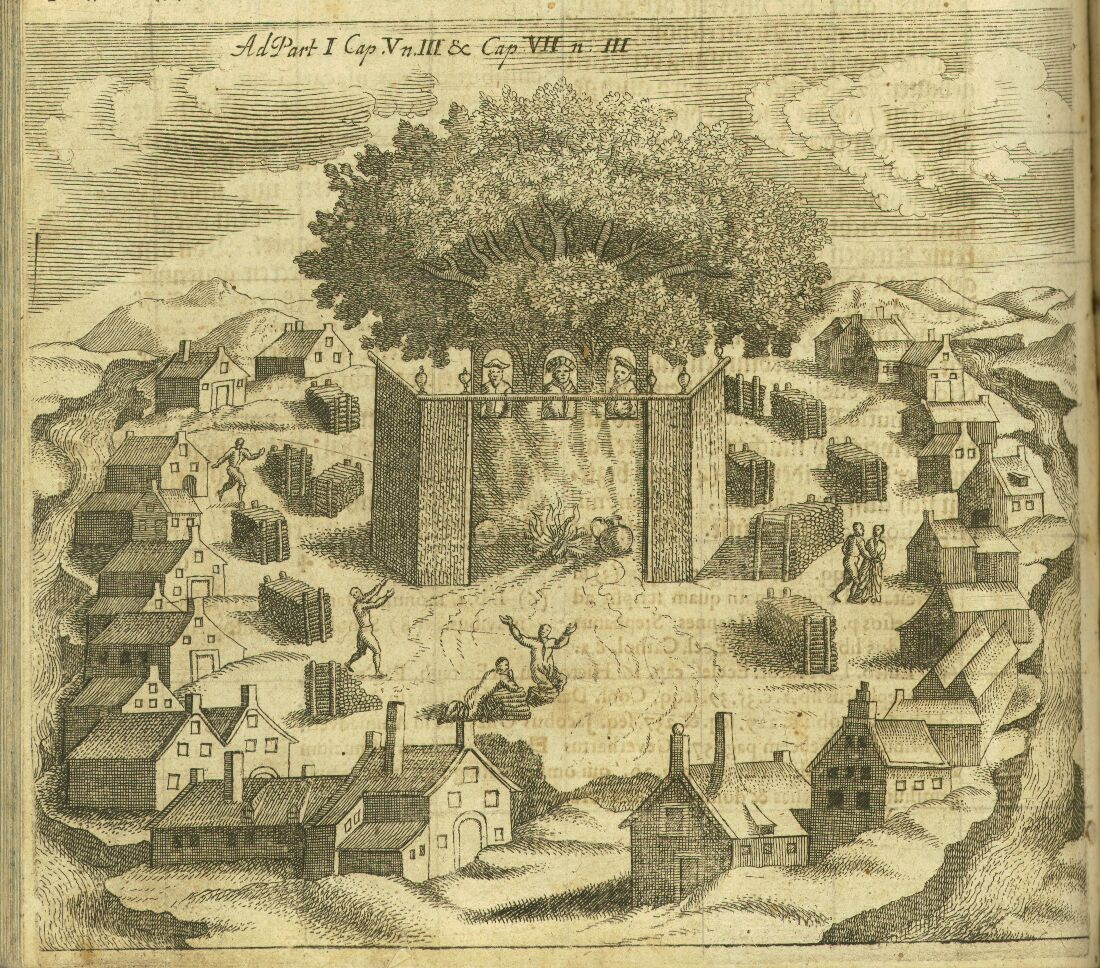
Зображення Ромуви в книзі К. Хартноха «Стара і нова Пруссія» 1684 р.

Святилище знаходилося у гаю, просто неба. Стін навколо не було. В центрі знаходився великий дуб завширшки в 6 ліктів з такою густою кроною, що вона не пропускала крапель дощу. Середньовічні автори пишуть, що дерево було вічнозеленим. Навколо дуба була натягнута тканина, за яку могли заходити лише кріве-крівайтіс і старші жерці-вайделоти. Всередині дуба в окремих дуплах стояли статуї трьох головних прусських богів — Патуласа (Патоласа), Перкунаса, Патримпаса, а біля них були прикріплені особливі знаки або символи богів.
- Перед ідолом Перкунаса горів «вічний» святий вогонь, який підтримували жерці. В ньому спалювалися жертви. Для підтримання вогню використовували лише дубові дрова.
- Символом Патримпаса була змія (скоріш за все — вуж), яка жила в кошику і харчувалася молоком, що приносили жерці.
- Біля ідола Патоласа лежали черепи людини, коня і корови.

Типологічно це святилище схоже на язичницький храм в Уппсалі, на святилище поморських слов'ян на о.Рюген, а також на святилище Перуна в Новгороді.

## Жерці
Точне число служителів культу невідоме, джерела свідчать, що їх було «багато».
Дослідник литовської (і ширше — балтської) релігії і мітології Г. Береснявічус вважає, що кількість жерців була невелика, один служитель культу фізично не міг виконати всі функції. Старші жерці, крівіси, були ініціаторами різних релігійних церемоній — вони створили святилище, розпалювали «вічний», незгасимий вогонь, розповідали людям про їх долі.
Верховний жрець крівіс кріва́йтіс (krivis kirvaitis, нім. Criwe) користувався повагою правителів, знаті і простих людей, його влада розповсюджувалася на всі балтійські війни під час воєн з Тевтонським орденом. Крівіси приносили богам третиною військової здобичі у випадку вдалого походу.
Петро з Дуйсбурга пише, що крівіс був настільки поважною людиною, що його посли, які несли особливий знак — крівулє (криву палицю або жезл), отримували будь-яку допомогу на землях балтів і приймалися з пошаною. Коли верховний жрець помирав, з числа найповажніших жерців вибирався новий крівіс.
Рангом нижче були вайделоти (vaidelutas, нім. Wurskaiten, Waideler, Waidelotten). У великих селищах — таких, як Ромува, вони підтримували вогонь, приймали і приносили жертви, вчили молодь законам і розповідали їм про богів. В громадах вони творили різні ритуали, організовували релігійні свята, часто були суддями .
Вайделотами могли бути як чоловіки, так і жінки. За вогнем часто стежили дівчата (подібно до римських весталок) або вдови. Їх називали вайділес, вайделу́тес (vaidiles, vaidelutes).
В обов'язки жерців входило слідкувати за священним вогнем після того, як його розпалив крівіс. Якщо вогонь через недогляд згасав, жрець розплачувався за це своїм життям.

## Функції
Ромува була не тільки релігійним, але також і культурним та політичним центром. До сфери її впливу входила не тільки Пруссія, але також і землі литовців, куршів та земгалів. Із сусідніх земель у святилище присилали жертви і прибували паломники. Тут проходили військові збори пруссів, тут зберігалася прусська «казна».